# Jadhima ibn Àmir
Els Jadhima ibn Àmir (en àrab Jaḏīma b. ʿĀmir) són una antiga tribu àrab ismaïlita establerta al sud-oest de la Meca, a Ghumaysa. El seu ancestre, segons la tradició de la tribu, fou Jadhima ibn Àmir ibn Abd-Manat ibn Kinana. Es van convertir probablement a l'islam abans de la conquesta de la Meca pel profeta Muhàmmad el 630, probablement vers el 629.